# Chamberlain River
Der Chamberlain River ist ein Fluss in der Region Kimberley im Nordosten des australischen Bundesstaates Western Australia.

## Geografie
Der Fluss entspringt östlich von Yulumbu und nördlich des Ostteils der King Leopold Ranges, fließt dann in nordöstlicher Richtung entlang der Durack Ranges und mündet im Norden dieses Gebirges bei der El Questro Station in den Pentecost River.

## Namensherkunft
Der Fluss wurde 1901 vom Landvermesser Frederick Brockman benannt. Man glaubt, dass er seinen Namen entweder nach dem Schiffsbauer William Chamberlain oder dem Politiker Joseph Chamberlain erhielt.

## Fischbestand
Im Chamberlain River finden sich Barramundi (Lates calcarifer).